# Zeta (plaine)
Pour les articles homonymes, voir Zeta.
La plaine de Zeta est une plaine fertile du Monténégro. Elle s'étend de Podgorica, la capitale du pays, au nord, jusqu'au lac Skadar, dans le sud du pays. C'est la plus grande zone de plaines du Monténégro. L'altitude moyenne de la plaine de Zeta est d'environ 40 m.
Le nom de « Zeta » dérive d'une ancienne racine qui signifie « moisson » ou « grain » — les termes modernes étant zito et žetva. La rivière Zeta n'arrose pas la plaine de Zeta, mais une autre plaine du Monténégro, Bjelopavlići.
Les plaines et les terres fertiles sont rares au Monténégro, si bien que la plaine de Zeta est l'une des zones les plus densément peuplées du pays. Les vastes vignobles de « Plantaže », un important producteur de vin de qualité du Monténégro, sont situés dans la plaine de Zeta. La région est également idéale pour la culture des fruits et des légumes méditerranéens.
La plaine de Zeta est le site de l'aéroport de Podgorica et de l'usine d'aluminium de Podgorica, qui est considérée comme la principale source de pollution de la plaine, y rendant la vie des habitants difficile.
Golubovci est la principale localité de la plaine de Zeta. C'est le centre de la municipalité urbaine de Golubovci, qui englobe la plus grande partie de la plaine.

## Source de traduction
- (en) Cet article est partiellement ou en totalité issu de l’article de Wikipédia en anglais intitulé « Zeta Plain » (voir la liste des auteurs).